# Allocasuarina torulosa

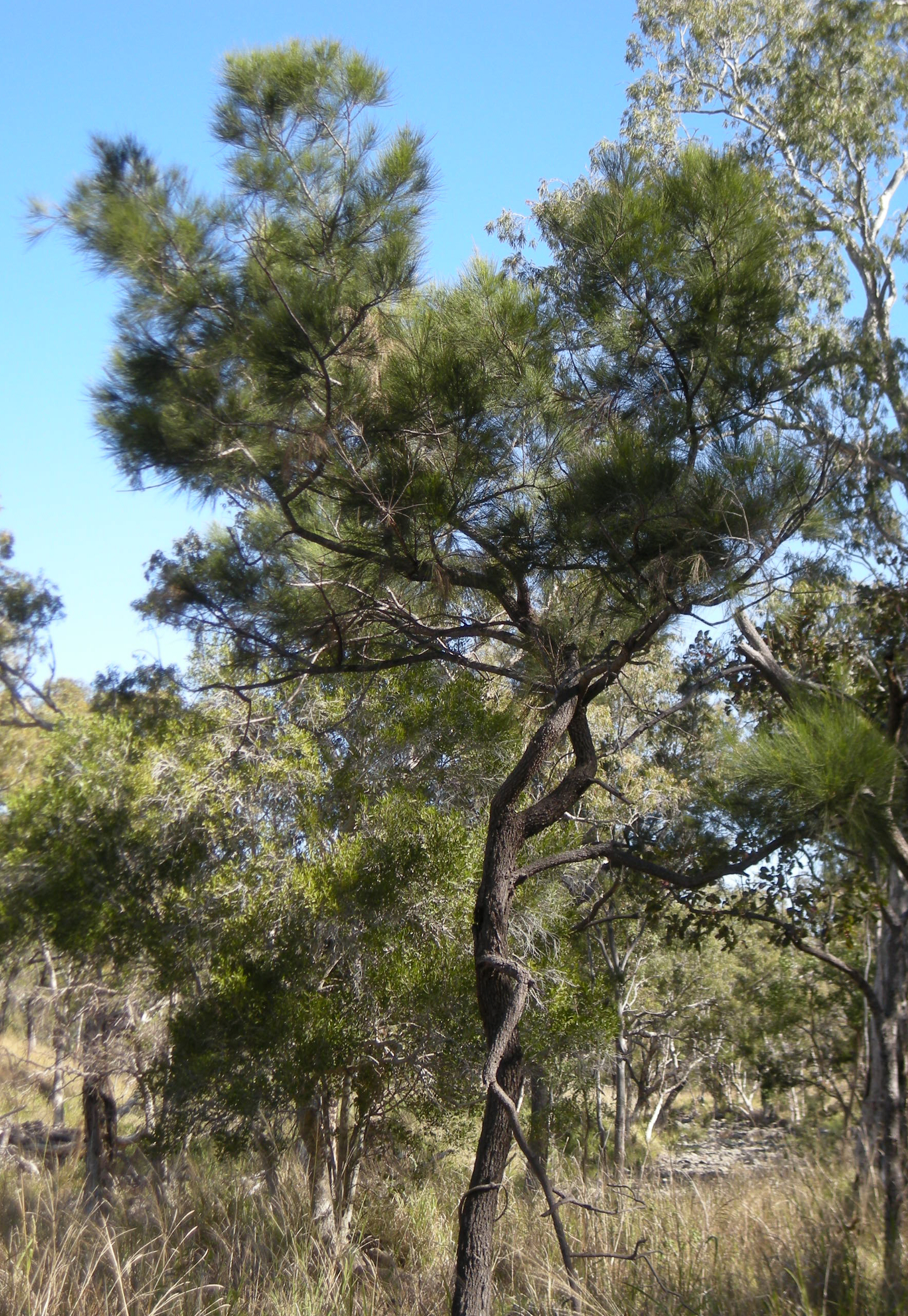
A. torulosa, costa centro de Queensland.

Allocasuarina torulosa, roble hembra rosa (Rose She-Oak) es un árbol que crece en los bordes de bosques del tipo lluvioso (justo afuera de la principal área boscosa) de Queensland y Nueva Gales del Sur, Australia.

## Propiedades
La madera posee grano rosa rojizo a café y tiene una esencia con olor parecido al de la rosa. Es muy apreciado por los carpinteros y torneros como una rara y exótica madera, con frecuencia usada en torneados, mangos de cuchillos y otros artículos especializados.
Se reproduce por semilla y los árboles cortados y quebrados con frecuencia se regeneran desde el tronco.
El roble hembra rosa tiene la más grande contracción a lo largo del grano (12%) de todas las maderas australianas y necesita ser secada cuidadosamente para obtener su completo valor como madera preciosa.

## Taxonomía
Allocasuarina torulosa fue descrita por (Gagnep.) Verdc. y publicado en Journal of the Adelaide Botanic Gardens 6(1): 79. 1982.
Sinonimia
- Casuarina ericoides Gentil
- Casuarina lugubris Salisb.
- Casuarina torulosa Aiton
- Casuarina torulosa f. gracilior Miq.[2][3]